# Nervecell
Nervecell ist eine Death-Metal-Band aus Dubai.

## Geschichte

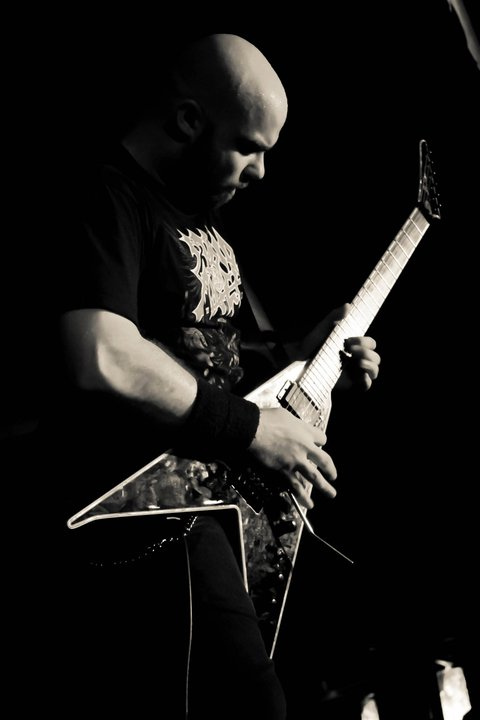
Nervecell-Gitarrist Rami H. Mustafa

Die Band wurde 2000 von Gitarrist Barney Ribeiro gegründet. In einer ersten Band-Besetzung, unter anderem mit Brogan Costa als Sänger, trat Nervecell 2001 in Abu Dhabi bei einem „Battle of the Bands“-Wettbewerb an. Sie erhielten hier den Preis für die beste Performance, Ribeiro wurde als bester Gitarrist ausgezeichnet.
Nach dem Ausstieg Costas und weiterer Bandmitglieder stießen 2003 Rajeh James Khazaal (Gesang, Bass) und Rami H. Mustafa (Lead-Gitarre) zur Band; 2005 komplettierte Louis Rando (Schlagzeug) Nervecell. Ende 2003 nahm die Band ein Demo-Tape auf. Direkt im Anschluss produzierten sie ihre Debüt-EP Human Chaos (2004). Das Album fand auch außerhalb der Vereinigten Arabischen Emirate Anerkennung und wurde so unter anderem auch in Mexiko vertrieben.
2005 nahm Nervecell als einheimische Band zum ersten Mal am Desert Rock Festival in Dubai teil, im Anschluss tourte die Band durch Australien. Zudem war Nervecell 2007 Headliner des Egypt Metal Festival in Kairo.
2008 wurde das Album Preaching Venom aufgenommen, von den Wiwczarek-Brüdern (Vader) produziert und von Alan Douches abgemischt. Das Album erschien zuerst im arabischen Raum und Nordafrika, später in Australien. Seit 2009 spielt Nervecell auch regelmäßig auf Konzerten und Festivals in Europa (unter anderem Wacken Open Air, With Full Force, Rock am Ring, Rock im Park, Metalcamp). Preaching Venom wird seit 2009 über das deutsche Label Lifeforce Records auch in Europa vertrieben.
Die Aufnahmen zum aktuellen Album Psychogenocide wurden Ende 2010 beendet. Es erschien am 29. April 2011.

## Stil
Nervecell spielt Death Metal mit leichten Einflüssen der arabischen Folklore. Die Texte sind meist gesellschaftskritisch und behandeln hauptsächlich humanitäre Fragen und Ungleichheiten.

## Diskografie
- 2004: Human Chaos
- 2008: Preaching Venom
- 2011: Psychogenocide
- 2017: Past, Present, Torture